# Мінерали прохідні
Мінерали прохідні, мінерали наскрізні (рос. минералы проходящие, минералы сквозные, англ. passing minerals, through minerals; нім. Durchläuferminerale n pl, Durchläuferminerale n pl) — мінерали, характерні для мінеральних комплексів різних генетичних груп.